# (10427) Klinkenberg
(10427) Klinkenberg es un asteroide que forma parte del cinturón de asteroides y fue descubierto por Ingrid van Houten-Groeneveld, Cornelis Johannes van Houten y Tom Gehrels el 24 de septiembre de 1960 desde el observatorio del Monte Palomar, Estados Unidos.

## Designación y nombre
Klinkenberg recibió inicialmente la designación de 2017 P-L.
Más adelante, en 2001, fue nombrado en honor del astrónomo neerlandés Dirk Klinkenberg (1709-1799) a propuesta de Willem A. Fröger.

## Características orbitales
Klinkenberg está situado a una distancia media de 2,233 ua del Sol, pudiendo alejarse hasta 2,721 ua y acercarse hasta 1,746 ua. Su excentricidad es 0,2182 y la inclinación orbital 2,252 grados. Emplea 1219 días en completar una órbita alrededor del Sol.

## Características físicas
La magnitud absoluta de Klinkenberg es 14,9.